# 田中章喜
田中 章喜（たなか あきよし、1965年12月26日 - ）は、日本の男性アニメーション音響監督、APU MEGURO STUDIOの取締役。東京都出身。血液型O型。

## 来歴・人物
日本大学芸術学部音楽学科卒業。
数々の作品で整音やアシスタントミキサー、ミキサー、チーフミキサーなど音響技師の仕事を務める。

## 参加作品

### テレビアニメ
- 行け!稲中卓球部（整音）
- カウボーイビバップ（整音）
- 怪盗セイント・テール（整音）
- 機動戦士Vガンダム（整音）
- 名探偵コナン（整音/デジタルリマスター版音響監督）
- クレヨンしんちゃん（整音→ミキサー）
- 週刊ストーリーランド（整音、ミキサー）
- 天使な小生意気（ミキサー）
- スクライド（ミキサー）
- プラネテス（ミキサー）
- ドラえもん（音響監督）
- 史上最強の弟子ケンイチ（音響監督）
- それでも世界は美しい（ミキサー）
- 名探偵コナン 江戸川コナン失踪事件 〜史上最悪の2日間〜（ミキサー）
- 俺物語!!（録音ミキサー）

### OVA
- ハローキティの不思議の国のアリス（整音）
- けろけろけろっぴのロビンフッド（整音）
- ハローキティのアルプスの少女ハイジⅡ -クララとの出会い-（整音）
- ハローキティの小公女（整音）

### 劇場アニメ
- けろけろけろっぴのびっくり!おばけやしき（整音）
- ハローキティのみんなの森をまもれ!（整音）
- 機動戦士ガンダム 第08MS小隊 ミラーズ・リポート
- それいけ!アンパンマン 恐竜ノッシーの大冒険（整音）
- クレヨンしんちゃんシリーズ
  - クレヨンしんちゃん ヘンダーランドの大冒険（整音）
  - クレヨンしんちゃん 電撃!ブタのヒヅメ大作戦（ミキサー）
  - クレヨンしんちゃん 爆発!温泉わくわく大決戦（アシスタントミキサー）
  - クレヨンしんちゃん 嵐を呼ぶジャングル（アシスタントミキサー）
  - クレヨンしんちゃん 嵐を呼ぶ モーレツ!オトナ帝国の逆襲（1stミキサー）
  - クレヨンしんちゃん 嵐を呼ぶ アッパレ!戦国大合戦（アシスタントミキサー）
  - クレヨンしんちゃん 嵐を呼ぶ 栄光のヤキニクロード（アシスタントミキサー）
- ドラえもんシリーズ
  - ドラえもん のび太のねじ巻き都市冒険記（アシスタントミキサー）
  - ドラえもん のび太の南海大冒険（アシスタントミキサー）
  - ドラえもん のび太の太陽王伝説（ミキサー）
  - ドラえもん のび太と翼の勇者たち（ミキサー）
  - ドラえもん のび太とふしぎ風使い（ミキサー）
  - ドラえもん のび太のワンニャン時空伝（チーフミキサー）
  - 映画ドラえもん のび太の恐竜2006（録音監督）
  - 映画ドラえもん のび太の新魔界大冒険 〜7人の魔法使い〜（録音監督）
  - 映画ドラえもん のび太と緑の巨人伝（録音監督）
  - 映画ドラえもん 新・のび太の宇宙開拓史（録音監督）
  - 映画ドラえもん のび太の人魚大海戦（録音監督）
  - 映画ドラえもん 新・のび太と鉄人兵団 〜はばたけ 天使たち〜（録音監督）
  - 映画ドラえもん のび太と奇跡の島 〜アニマル アドベンチャー〜（録音監督）
  - 映画ドラえもん のび太のひみつ道具博物館（録音監督）
  - 映画ドラえもん 新・のび太の大魔境 〜ペコと5人の探検隊〜（録音監督）
  - 映画ドラえもん のび太の宇宙英雄記（録音監督）
  - 映画ドラえもん 新・のび太の日本誕生（録音監督）
  - 映画ドラえもん のび太の南極カチコチ大冒険（録音監督）
  - 映画ドラえもん のび太の宝島（録音監督）
  - 映画ドラえもん のび太の月面探査記（録音監督）
  - 映画ドラえもん のび太の新恐竜（録音監督）
  - 映画ドラえもん のび太の宇宙小戦争 2021（録音監督）
  - 映画ドラえもん のび太と空の理想郷（録音監督）
  - 映画ドラえもん のび太の地球交響楽（録音監督）
  - 映画ドラえもん のび太の絵世界物語（録音監督）
- 劇場版名探偵コナンシリーズ
  - 名探偵コナン 14番目の標的（ミキサー）
  - 名探偵コナン 世紀末の魔術師（ミキサー）
  - 名探偵コナン 瞳の中の暗殺者（ミキサー）
  - 名探偵コナン 天国へのカウントダウン（1stミキサー）
  - 名探偵コナン ベイカー街の亡霊（1stミキサー）
  - 名探偵コナン 迷宮の十字路（1stミキサー）
  - 名探偵コナン 銀翼の奇術師（チーフミキサー）
  - 名探偵コナン 水平線上の陰謀（チーフミキサー）
  - 名探偵コナン 探偵たちの鎮魂歌（チーフミキサー）
  - 名探偵コナン 紺碧の棺（ミキシングアドバイザー）
  - ルパン三世VS名探偵コナン THE MOVIE（ミキサー）
  - 名探偵コナン 異次元の狙撃手（ミキサー）